# Saint-Lubin-en-Vergonnois
 Saint-Lubin-en-Vergonnois  es una población y comuna francesa, en la región de Centro, departamento de Loir y Cher, en el distrito de Blois y cantón de Blois-5.

## Demografía
| 472 | 450 | 518 | 515 | 804 | 743 |
| Para los censos de 1962 a 1999 la población legal corresponde a la población sin duplicidades (Fuente: INSEE [Consultar]) |     |     |     |     |     |